# Neil Lloyd
Nigel "Neil" Lloyd (nascido em 1 de outubro de 1966) é um ex-ciclista antiguano.

## Olimpíadas
Participou, representando Antígua e Barbuda, de dois Jogos Olímpicos, em 1988 e 1992, na modalidade do ciclismo de estrada e pista.